# 阪急デリカ
株式会社阪急デリカ（はんきゅうデリカ、英: HANKYUDELICA. INC）は、惣菜・寿司・弁当・和菓子・パンの製造・販売を主な事業とする日本の企業。エイチ・ツー・オー リテイリング株式会社の完全子会社。

## 歴史・概要
1939年（昭和14年）11月に設立された「植田奈良漬製造株式会社」を基として、市満食品株式会社を吸収合併後、1947年（昭和22年）に改称した阪急食品工業株式会社の一部門として、寿司、弁当などの製造・販売を行ったのが始まりである。
2006年（平成18年）6月1日に阪急食品工業株式会社の惣菜カンパニーを中心に「株式会社阪急デリカ」として独立した。
同年9月1日付でエイチ・ツー・オー リテイリングの食品事業グループを統括する中間持株会社として設立された株式会社阪食の100%子会社となった。。
2009年（平成21年）1月にそれまで拠点としていた大阪市北区中津から、大阪府池田市に完成した池田工場に本社・工場を移転した。
2015年11月に池田第2工場を竣工し、新たに和菓子製造や急速冷凍機能を新設した。
2016年（平成28年）6月1日に、エイチ・ツー・オー リテイリンググループの再編に伴い、株式会社エイチ・ツー・オー食品グループの子会社となった。
同年10月1日付で、イズミヤ株式会社の100％子会社であった株式会社デリカ・アイフーズ（旧・大阪デリカと花園食品工業の2社）を吸収合併し、社名を「株式会社阪急デリカアイ」と改称した。これにより工場は、池田第1、第2、南港の3工場体制となった。
2021年（令和3年）4月1日に、株式会社エイチ・ツー・オー食品グループの子会社株式管理事業がエイチ・ツー・オー リテイリングに移管され、エイチ・ツー・オー リテイリングの直接の子会社となった。
阪急オアシスやイズミヤと連携し、オリジナルの商品開発や生産を行うとともに、グループ外にも卸売を拡大している。また、急速冷凍ラインの導入により、国内全域、海外に向けても営業活動を行っている。
専門店事業では、いなり寿司の「豆狸」、大阪寿司及びおせち料理の「宝梅」、弁当の「六齋」、和菓子の｢きた乃｣、おこわの｢福俵｣のブランドで全国の百貨店・商業施設等でショップを展開するとともに、デリカ・アイフーズから承継した量り売り惣菜と弁当専門店の｢和み菜｣（なごみな）を展開している。
また、会議・イベントへのケータリング事業も併せて行い、惣菜・弁当・寿司等の加工食品の製造及び販売を総合的に行っている。
2024年（令和6年）4月1日付で、株式会社阪急ベーカリーを吸収合併した上で商号を再度「株式会社阪急デリカ」へ変更した。